# OK (Katy Perry)
OK è un singolo della cantante statunitense Katy Perry, pubblicato il 20 dicembre 2024 come primo estratto dalla riedizione del settimo album in studio 1432.

## Descrizione
Unico singolo estratto dall'edizione deluxe del settimo progetto discografico di Perry (pubblicato a sorpresa dall'artista il 20 dicembre 2024), OK, scritto insieme alla cantautrice canadese-congolese Lu Kala e prodotto da Dr. Luke e Vaughn Oliver, trasmette un messaggio di speranza e resilienza, incoraggiando ad affrontare le difficoltà della vita con determinazione e a rafforzare le relazioni interpersonali.

## Tracce
Testi e musiche di Aaron Joseph, Chloe Angelides, Ferras Alqaisi, Katy Perry, Lusamba Vanessa Kalala (Lu Kala), Ryan Ogren, Vaughn Oliver, Łukasz Gottwald.
1. OK – 2:38